# Urban Glass House
Urban Glass House es un edificio de condominios diseñado por el arquitecto estadounidense Philip Johnson ubicado en el barrio de Hudson Square de Manhattan, Nueva York. Terminado en 2006, fue el proyecto final de Johnson, ya que no vivió para ver terminada la construcción. El nombre del edificio es una referencia a la anterior Glass House de Johnson, ubicada en New Canaan, Connecticut, aunque el edificio urbano se parece poco al original. Los interiores fueron diseñados por Annabelle Selldorf, diseñadora y arquitecta estadounidense.
El edificio experimentó una caída en las ventas después de que se anunciara la construcción de un garaje del Departamento de Sanidad al otro lado de la calle en 2007.

## Desarrollo

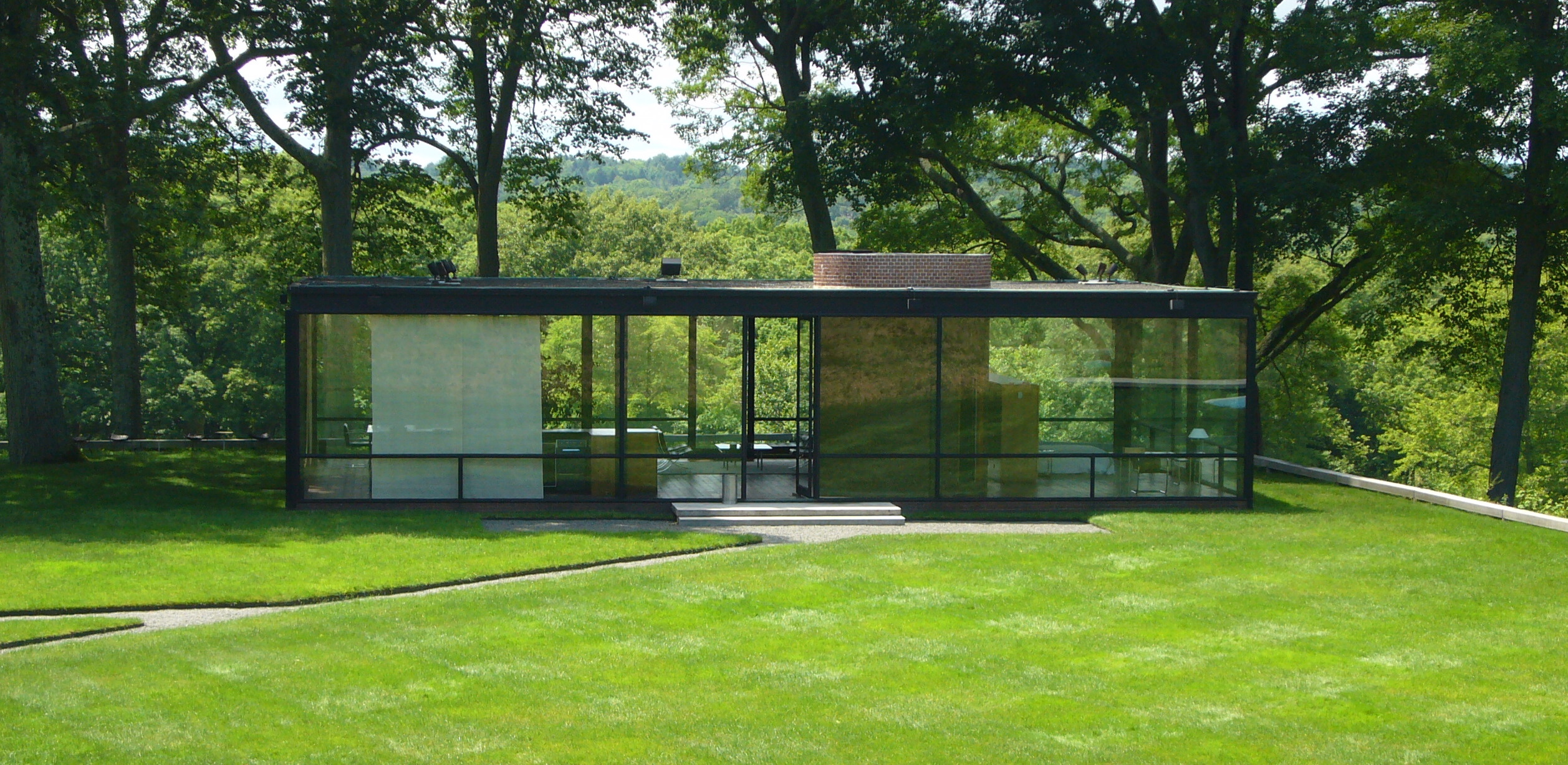
La casa de cristal original

Inicialmente, el edificio iba a ser desarrollado por el restaurador y promotor Antonio Vendome. Vendome encargó a Johnson que creara un edificio de ladrillos multicolores que, a diferencia del diseño actual, evitaba los ángulos rectos y era asimétrico, atípico para Johnson. Fue uno de los últimos edificios diseñados por este arquitecti, que falleciò antes de la finalizaciòn de la obra.
Este plan se denominó "escultura viviente". Los planos originales también exigían un edificio significativamente más alto, de veinte pisos de altura. Debido a restricciones de zonificación, este plan fue abandonado. 
Durante el desarrollo, Vendome se retiró del proyecto y vendió su participación a otros tres desarrolladores: Charles Blaichman, Scott Sabbagh y Abram Shnay. Los tres le pidieron a Johnson que se basara en sus diseños anteriores, incluido el Seagram Building, para informar los planos de la estructura. 
Después de que Alan Ritchie, socio arquitectónico de Johnson, sugirió un homenaje a la Glass House original de Johnson, los planes se cambiaron para reflejar esa idea. Después del rediseño, se contrató a SLCE Architects para refinar y completar la estructura debido a la inminente jubilación de Johnson y, en última instancia, a su muerte.
Annabel Selldorf, responsable de los interiores del edificio, también se inspiró en la Glass House original. Ella incorporó, por ejemplo, pisos de espiga similares a los de la casa Johnson, aunque hechos de roble blanco, en lugar de ladrillo.

### Controversia del Departamento de Saneamiento
Poco después de que el edificio comenzara a venderse, el Departamento de Sanidad anunció la construcción de un garaje para camiones al otro lado de la calle, en 353 Spring, lo que provocó controversia y una caída en las ventas. El espacio estaba originalmente ocupado por un lote de UPS y un edificio más pequeño del Departamento de Saneamiento. Durante el desarrollo, los compradores se dieron cuenta de que un edificio alto o un garaje algún día podrían ocupar el espacio.  La nueva estructura provocó ira debido a la preocupación de que oscureciera las vistas del río Hudson para muchas de las residencias del edificio.
Los esfuerzos para evitar la construcción de la estructura fracasaron, a pesar del apoyo de celebridades como James Gandolfini, Lou Reed, John Slattery y Michael Stipe. Un garaje diseñado por Dattner Architects finalmente se erigió en el sitio; más tarde, también se construyó un cobertizo de almacenamiento de sal, también diseñado por Dattner. Las dos nuevas estructuras, una vez finalizadas, recibieron elogios como "[uno] de los mejores ejemplos de nueva arquitectura pública en la ciudad" y "una bendición para el barrio".

## Uso y residentes
El edificio es principalmente residencial, con cuarenta apartamentos. Las comodidades incluyen espacio para guardar bicicletas y un gimnasio en el hotel. También hay una tienda en la planta baja y un restaurante, que pertenece a Antonio Vendome, el desarrollador original de la propiedad.
Marina Abramović vivió en el edificio hasta 2014. Sol Kerzner también ha sido propietario de una residencia en el edificio.